# Bahía de Santa Clara
La Bahía de Santa Clara es un accidente geográfico localizado en la costa norte de la isla de Cuba. Se encuentra en el límite fronterizo entre las provincias de Matanzas y Villa Clara, recibiendo la capital de esta última, la ciudad de Santa Clara, el nombre de la bahía, a pesar de no estar ubicada la ciudad en ella. 
La razón para esta anomalía es que la ciudad fue fundada en la bahía, pero años más tarde se trasladó al interior, para protegerla de los ataques piratas del siglo XVII. 
La bahía es intrainsular, abarcando la zona antes mencionada entre dichas provincias y la Cayería de las Cinco Lenguas, abarcando hasta Cayo Carballo. Se extiende por 72 km, desde la Ensenada del Asturiano hasta Cayo Carballo. 